# Les Hauts-Talican
Les Hauts-Talican is een fusiegemeente (commune nouvelle) in het Franse departement Oise (regio Hauts-de-France). De plaats maakt deel uit van het arrondissement Beauvais. Les Hauts-Talican is op 1 januari 2019 ontstaan door de fusie van de gemeenten Beaumont-les-Nonains, La Neuville-Garnier en Villotran. Ten aanzien van Beaumont-les-Nonains werd de fusie per 1 januari 2024 ongedaan gemaakt, zodat Beaumont-les-Nonains weer een zelfstandige gemeente werd. Op 1 januari 2022 telde Les Hauts-Talican 337 inwoners.

## Geografie
De oppervlakte van Les Hauts-Talican bedroeg op 1 januari 2022 22,56 vierkante kilometer; de bevolkingsdichtheid was toen 14,9 inwoners per km².

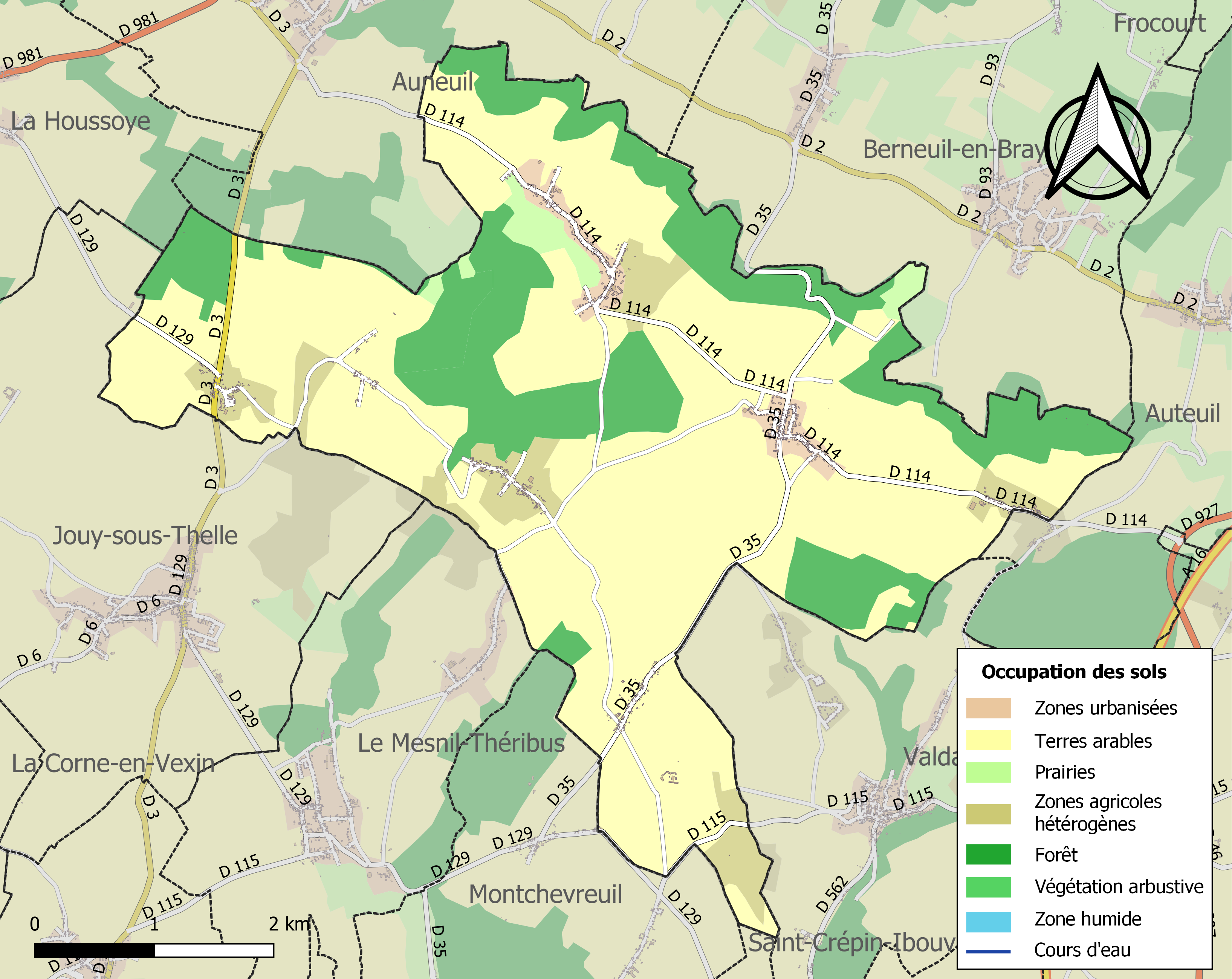
Kaart van de gemeente met belangrijkste infrastructuur, bodemgebruik en omliggende gemeenten

NB: Deze kaart geeft de grenzen van de gemeente weer per 1 januari 2022.

## Demografie
Onderstaande figuur toont het verloop van het inwonertal (bron: INSEE-tellingen).